# Comté de Crows Nest
Le comté de Crows Nest était une zone d'administration locale au sud-est du Queensland en Australie dans les Darling Downs.
Le 15 mars 2008, il a fusionné avec la ville de Toowoomba et les comtés Cambooya, de Clifton, Jondaryan, Millmerran, Pittsworth et de Rosalie pour former la région de Toowoomba.
Le comté comprenait les villes de Crows Nest, Blue Mountain Heights, Cabarlah, Geham, Haden, Hampton, Highfields, Meringandan, Ravensbourne et Spring Bluff.